# Cape St. Claire
Cape St. Claire is een plaats (census-designated place) in de Amerikaanse staat Maryland, en valt bestuurlijk gezien onder Anne Arundel County.

## Demografie
Bij de volkstelling in 2000 werd het aantal inwoners vastgesteld op 8022.

## Geografie
Volgens het United States Census Bureau beslaat de plaats een oppervlakte van
6,6 km², waarvan 5,1 km² land en 1,5 km² water. De CDP Cape St. Claire omvat de gemeenschappen Atlantis, Walnut Ridge, Green Holly, en St. Claire Court

## Plaatsen in de nabije omgeving
De onderstaande figuur toont nabijgelegen plaatsen in een straal van 12 km rond Cape St. Claire.